# Wolfram Zingerle

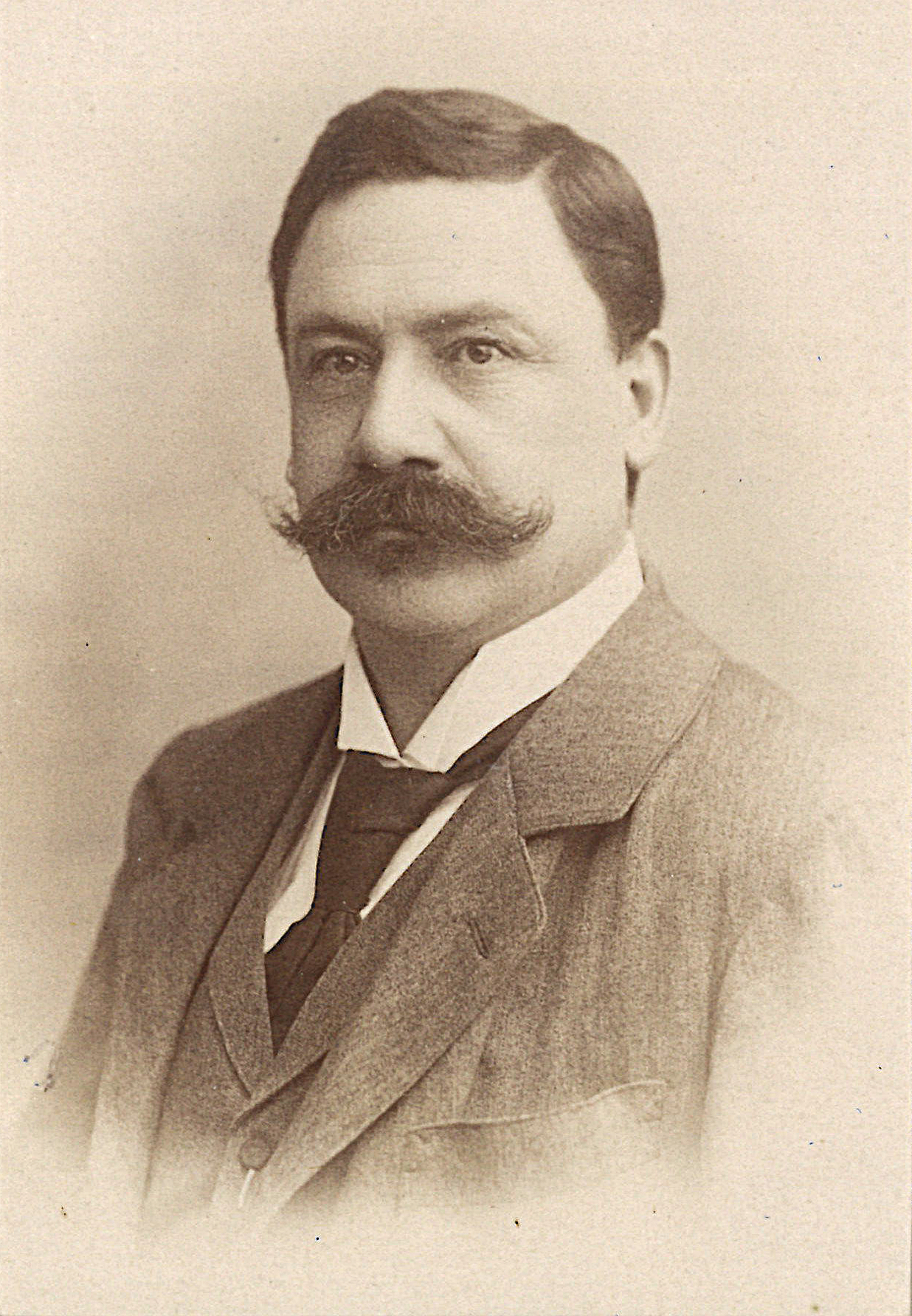
Wolfram Zingerle porträtiert für ein Fakultätsfotoalbum der Universität Innsbruck

Wolfram Zingerle (* 19. Februar 1854 in Innsbruck; † 8. Mai 1913 ebenda) war ein österreichischer Romanist und Bibliothekar.

## Leben und Werk
Wolfram Zingerle war der Sohn des Germanisten Ignaz Vinzenz Zingerle. Er promovierte 1880 in Erlangen mit der Schrift Über Raoul de Houdenc und seine Werke. Er habilitierte sich 1884 bei Adolf Mussafia an der Universität Wien mit einer Arbeit über den altfranzösischen Prosaroman Floris et Liriope des Robert de Blois (Heilbronn 1891, Wiesbaden 1968) und hielt ab Herbst 1886 in wechselnden Abständen Vorlesungen an der Universität Innsbruck, da er gleichzeitig Amanuensis (später Skriptor, zuletzt Oberbibliothekar) der Universitätsbibliothek war. Sein Arbeitsgebiet war vor allem die altfranzösische Literatur.

## Weitere Werke
- Untersuchungen zur Echtheitsfrage der Heroiden Ovid’s, Innsbruck 1878
- Über eine altfranzösische Handschrift zu Innsbruck, Erlangen 1899